# Comuna Măciuca, Vâlcea
Măciuca este o comună în județul Vâlcea, Oltenia, România, formată din satele Bocșa, Botorani, Ciocănari, Măciuceni, Măldărești, Oveselu (reședința), Popești, Ștefănești și Zăvoieni. Comuna este așezată în sudul județului Vâlcea, la 15 km nord de orașul Bălcești.

## Demografie
Componența etnică a comunei Măciuca
     Români (95,28%)
     Alte etnii (4,72%)
Componența confesională a comunei Măciuca
     Ortodocși (94,63%)
     Alte religii (0,71%)
     Necunoscută (4,66%)
Conform recensământului efectuat în 2021, populația comunei Măciuca se ridică la 1.545 de locuitori, în scădere față de recensământul anterior din 2011, când fuseseră înregistrați 1.797 de locuitori. Majoritatea locuitorilor sunt români (95,28%). Din punct de vedere confesional, majoritatea locuitorilor sunt ortodocși (94,63%), iar pentru 4,66% nu se cunoaște apartenența confesională.

## Politică și administrație
Comuna Măciuca este administrată de un primar și un consiliu local compus din 11 consilieri. Primarul, Mugurel Mărcoianu[*], de la Partidul Național Liberal, este în funcție din 2016. Începând cu alegerile locale din 2024, consiliul local are următoarea componență pe partide politice:
|  | Partid                    | Consilieri | Componența Consiliului | Componența Consiliului | Componența Consiliului | Componența Consiliului | Componența Consiliului | Componența Consiliului | Componența Consiliului |
|  | ------------------------- | ---------- | ---------------------- | ---------------------- | ---------------------- | ---------------------- | ---------------------- | ---------------------- | ---------------------- |
|  | Partidul Național Liberal | 7          |                        |                        |                        |                        |                        |                        |                        |
|  | Partidul Social Democrat  | 4          |                        |                        |                        |                        |                        |                        |                        |

## Personalități născute aici
- Dumitru Drăghicescu (1875 - 1945), diplomat, filozof, politician;
- Efrem Enăchescu (1893 - 1968), mitropolit al Basarabiei;
- Victoria Gibescu (n. 1932), profesoară.